# Mesembryanthemum kuntzei
Mesembryanthemum kuntzei är en isörtsväxtart som beskrevs av Schinz. Mesembryanthemum kuntzei ingår i Isörtssläktet som ingår i familjen isörtsväxter. Inga underarter finns listade i Catalogue of Life.